# باتريك باتيستون
باتريك باتيستون (بالفرنسية: Patrick Battiston)‏، المولود في 12 مارس 1957

 في Amnéville في موسيل. أفضل لاعب دفاع كرة قدم في فرنسا سابقا يلعب في خط الدفاع.

## المهنة الكروية
بدأ باتيستون مهنته الكروية مع نادي تالانج وذلك من العام 1966 إلى العام 1973, وبعد ذلك انتقل إلى نادي FC Metz من 1973-1980. وبعد سبعة أعوام في ذاك النادي انتقل إلى Saint-Etienne من العام 1980-1983 لثلاث سنوات، حيث فازوا بلقب الدوري في العام 1981. ثم انتقل إلى نادي Bordeaux من 1983-1987, قد فازوا بألقاب الدوري الفرنسي في الأعوام 1984 و 1985 و 1987, وفازوا أيضاً بكأسين فرنسيين. انتقل باتيستون بعد ذلك إلى موناكو من العام 1987-1989 وفازوا بالدوري في عام 1988, ومن ثم عاد إلى ناديه السابق Bordeaux من العام 1989-1991. باتيستون قد لعب 56 مباراة دولية مع فريقه الفرنسي وأحرز فيها ثلاثة أهداف. لقد مثل فرنسا في كؤوس العالم للأعوام 1978 و 1982 و 1986, لقد ساعد فرنسا في فوزهم كأس الأمم الأوروبية لكرة القدم 1982.

## حادثة إصابة بابتيستون في كأس العالم
معروف باتيستون في بطولة كأس العالم لكرة القدم 1982 في أشبيلية، عندما واجهت فرنسا ألمانيا الغربية، فبعد بدأ الشوط الثاني من المباراة بعشر دقائق، حيث اندفع باتيستون نحو المرمى الألماني متغلغلاً بين مدافعي الألمان، وحالما استعد لتسديد كرة عرضية انقض الحارس الألماني هيرالد شوماخر باتجاه باتيستون، وبينما استعد باتيستون للتسديد وسدد الكرة ولكن شوماخر لم يتوجه نحو الكرة وإنما توجه نحو باتيستون ووجه إلى وجهه كوعه الجارح، مما أدى إلى سقوط باتيستون بدون وعي بفقرات متضررة وأسنان مكسورة. الشيء المدهش أن الحكم لم يحتسب أي خطأ على الحارس وبالتالي فإن شوماخر قد نجح في تجنب أكبر خطأ عدواني وعنيف في تاريخ كرة القدم بدون أن يُحاسب. بعد أن سدد باتيستون الكرة، الكرة خرجت إلى ركلة مرمى، فعندما جاء الفريق الطبي إلى حيث قد سقط باتيستون، استنفر شوماخر وأخذ يشتكي ويتساءل متى سينتهي أمر نقل بابتيستون عبر الناقلة، وكذلك استهزأ فيما بعد بجمهور الفريق الفرنسي فيما يتعلق عن هذه الحادثة.

## روابط خارجية
- باتريك باتيستون على موقع الاتحاد الدولي (مؤرشف)  (الإنجليزية)
- باتريك باتيستون على موقع الاتحاد الأوربي (الإنجليزية)
- باتريك باتيستون على موقع قاعدة بيانات كرة القدم.إي يو (الإنجليزية)
- باتريك باتيستون على موقع ناشيونال فوتبول تيمز (الإنجليزية)
- باتريك باتيستون على موقع Soccerway.com (الإنجليزية)
- باتريك باتيستون على موقع أوليمبيديا (الإنجليزية)